# Парк Калварија
Парк Калварија је јавна предеона целина Земуна, са одржаваним ниским и високим зеленилом и пратећим парковским садржајима, на лесном брегу Калварија, једном од три најпопуларнија и најлепша брега у Земуну, изнад Тошиног бунара, који због своје лепоте често називају и „Земунско Дедиње”. Парк лежи на лесном брегу Калварија, који се својим ободним делом стрмо обрушава према улици Теодора Херцла и Светозара Милетића.

## Положај и пространство
Границе
Омеђен је следећим границама:
- Југозападно, стрмом падином лесног брега Калварија у улици Светозара Милетића
- Североисточно, стрмом падином лесног брега Калварија у улици Теодора Херцла,
- Југозападно, улицом Ђорђа Пантелића и стамбеним објектима у улици др Недељка ЕрцеговцаПадина парка према улици Теодора Херцла и Светозара Милетића
- Северозападно, улицом др Недељка Ерцеговца и стамбеним објектима у улицама Ђорђа Пантелића и Теодора Херцла.

Једним својим делом парке је у саставу леве стране улице Ђорђа Пантелића а дугим делом у саставу десне стране улице др Недељка Херцеговца. 
У североисточном делу парка из улице Ђорђа Пантелића налази се један од три дечија вртића у насељу Калварија.
Прилаз
Парк је саобраћајно са осталим деловима Калварије добро повезан. Може му се прићи, пешице, моторним возилима и другим средствима превоза из улице Ђорђа Пантелића и др Недељка Ерцеговца, са југа и запада.
Са доњим Земуном (Доњи Град) и Новим Београдом, повезан је са северисточне стране пешачком стазом и степеницама. Једне силазе у улицу Теодора Херцла (бивша улица Прилаз и Јакуба Кубуровића), а друге зване Калварице, у улицу Светозара Милетића, која избија на улицу Тошин бунар. 
- Степениште које повезује улицу Теодора Херцла и парк, са каменим блоковима који су делови уништених надгробних споменика Немаца.
- Камени блокови су делови надгробних споменика Немаца, чије је гробље уништено у време комунистичке власти.
- Део надгробних натписа.
- Део надгробног натписа на којем пише  , немачки назив за Земун.

Простире се на 0,97 хектара, на североисточном ободу лесне заравни Калварија или једном од три лесна брега општине Земун (или брда како их неки зову), од којих су друга два, Гардош и Ћуковац. Неправилног је облика, са дужом страном која се пружа у смеру југозапад — североисток од улице др Недељка Херцеговца до улице Теодора Херцла.
Парк је одлично саобраћајно повезана са другим деловима Земуна и Београда линијама градског превоза 15, 18, 78, као и ноћном линијом 15, са стајалиштима у улицама Тошин Бунар, Теодора Херцла и Првомајска.

## Инфраструктура
Централни простор парка покривају разне биљне заједнице. Дрвенаста вегетација покрива пошумљене просторе, дрворедима зимзеленог и листопадног дрвећа, а парковски травњаци су испресецани пешачким стазама без цветних алеја али са самониклим и култивисаним ниским растињем претежно на падинама парка.
Парк је оплемењен степеништима — дужим обложеним грубо притесаним каменом, и краћим званим Калварице које су након акције групе ентузијаста промениле свој изглед и постале једна од туристичких атракција Земуна.
Кроз парк пролазе две магистралне пешачке стазе. 
- Прва, краћа, из правца улице Ђорђа Пантелића, која се у смеру северозапад — југоисток наставља стрмим степеницама Калварице све до подножја парка и улице Светозара Милетића.
- Друга, дужа, из правца улице др Недељка Ерцеговца, која се у смеру југозапад — североисток у благом луку наставља каменим степеницама, низ северну падину лесног брега све до подножја парка у улици Теодора Херцла.

Парк је опремљен парковским мобилијаром, клупама и дечијом играоницом, са уобичајеним справама за ову врсту амбијенталне целине.
Посебан део парка чини видиковац зелена површина са које се пружа панорамски поглед на доњи део Земуна и Нови Београд.